# تيفلاوات
تحت فصيلة نطاطات الأوراق تيفلوسيبيني (الاسم العلمي:Typhlocybinae) هي أسرة من الحشرات تتبع فصيلة قافزات الأوراق من رتبة نصفيات الأجنحة.

## التصنيف
- الإمبواسكاوية
  - الإمبواسكة